# Josyp Brylynskyj
Josyp Brylynskyj, cyrilicí Йосиф Брилинський nebo Йосип Брилинський (1826 Jarosław – 12. září 1893 Lvov), byl rakouský duchovní a politik rusínské (ukrajinské) národnosti z Haliče, na konci 19. století poslanec Říšské rady.

## Biografie
Profesí byl knězem a politikem.
Pocházel ze starobylého kněžského rodu. Během revolučního roku 1848 se jako univerzitní student podílel na rusínském národním hnutí. Roku 1851 byl vysvěcen na kněze. Působil pak jako zástupce faráře a později farář v obci Žovtanci v okrese Žovkva. V této obci byl od roku 1868 nepřetržitě i členem obecní rady. Od roku 1870 předsedal místní školní radě. Zasedal také v okresní radě. V roce 1879 byl jmenován viceděkanem.
Byl i poslancem Říšské rady (celostátního parlamentu Předlitavska), kam usedl ve volbách roku 1891 za kurii venkovských obcí v Haliči, obvod Žovkva, Sokal, Rava atd. V poslanecké sněmovně setrval do své smrti roku 1893. Ve volebním období 1891–1897 se uvádí jako Joseph Bryliński, farář, bytem Žovtanci.
Po volbách roku 1891 se uvádí jako rusínský kandidát. Patřil mezi mladorusíny. Na Říšské radě byl členem Rusínského klubu. Podle jiného zdroje byl členem poslaneckého Polského klubu.
Zemřel v září 1893.